# Radiorama Occidente

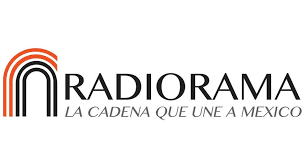

Radiorama de Occidente es el grupo radiofónico con más estaciones de radio en el Occidente de México, teniendo 13 estaciones que cubren el estado de Jalisco.

## Historia
Radiorama de Occidente nace en 1986 con su primera emisora Estéreo Vida, XHQJ-FM, 105.9 Mhz, 60 Mil Watts de Potencia Radiada, con el formato de Balada Romántica en Español, en 1991 surge La Tapatía, XHRX-FM, 103.5 Mhz, con 20 Mil Watts de Potencia Radiada con el formato de Música Ranchera y Grupera Mexicana, para 1996 se crea el concepto de Éxtasis Digital con el Formato de Oldies Clásicos, en 1994 se integra Grupo DK contando desde entonces con 8 emisoras.
Actualmente es el Grupo Radiofónico con Mayor Número de Radiodifusoras en la Ciudad de Guadalajara.

## Estaciones
- La Voz de Guadalajara XEHK-AM 960 kHz

Formato de Música de Catálogo en Español de los 50s a 90s, Esta Emisora es Operada por Grupo HK.
- DK 1250 XEDK-AM 1250 kHz

Formato de Noticias y Programas Hablados de Contenido Local
- Radio Ranchito XEPJ-AM 1370 kHz

Formato de Música Mexicana y Algunos Programas Hablados
- Frecuencia Deportiva XEDKT-AM 1340 kHz

Formato de Programas Deportivos y Música en Español
- 14-80 AM XEZJ-AM 1480 kHz

Formato de Programas de Interés General y Música de Catálogo de los 60s a 00s, Esta Emisora es Operada por Grupo HK.
- @FM XHGDL-FM 88.7 MHz / XEGDL-AM 730 kHz

Formato de Música Juvenil Actual, Esta Emisora es Operada por Radio Resultados.
- La Tapatia XHRX-FM 103.5 MHz

Formato de Música Grupera y Ranchera
- Extasis Digital XHQJ-FM 105.9 MHz

Formato de Música de Catálogo en Inglés de los 70s hasta los 2000s
- Máxima FM XHOJ-FM 106.7 MHz

Formato de música rock en español e inglés.